# Trigonidium obtusum
Trigonidium obtusum är en orkidéart som beskrevs av John Lindley. Trigonidium obtusum ingår i släktet Trigonidium och familjen orkidéer. Inga underarter finns listade i Catalogue of Life.

## Bildgalleri

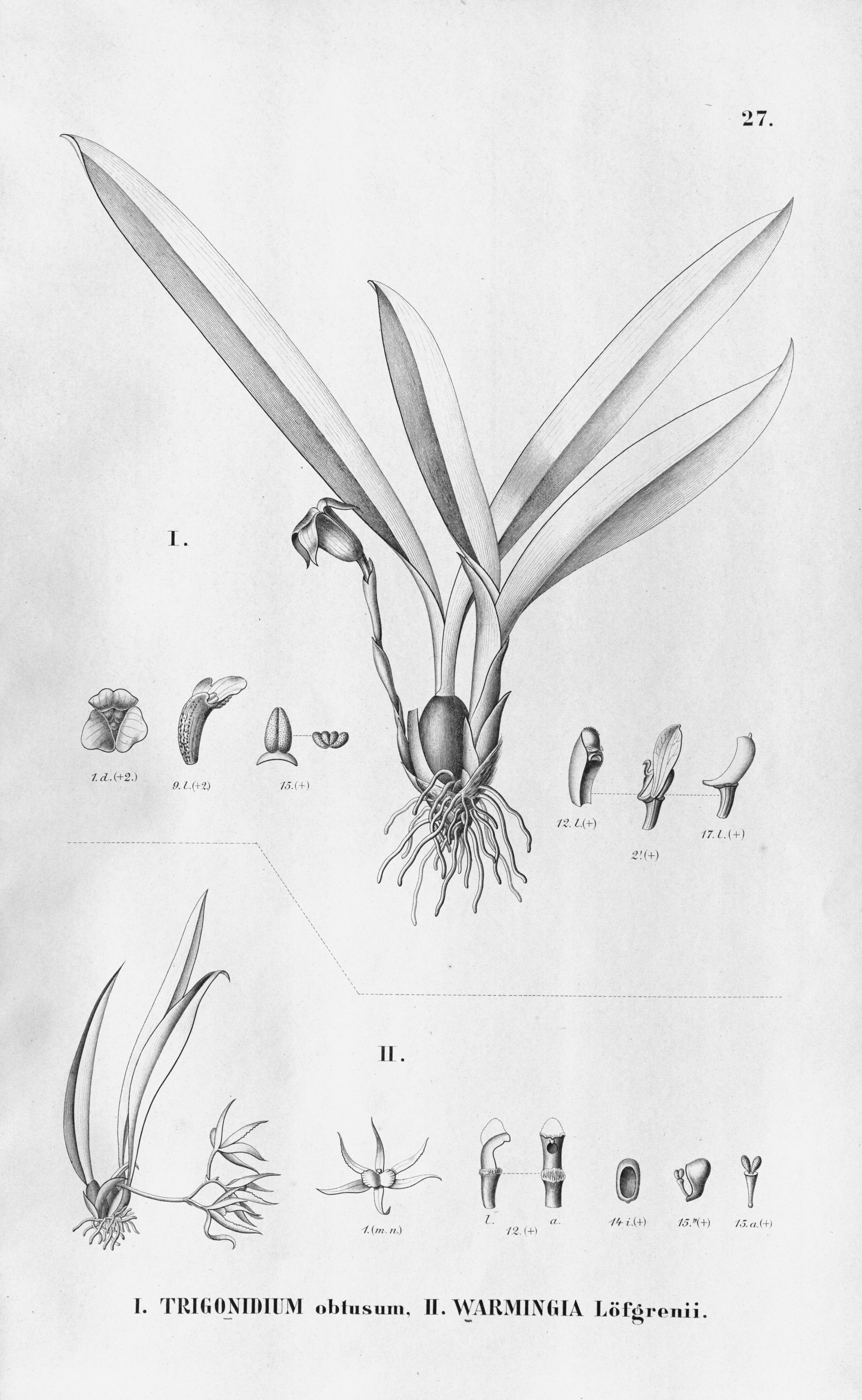